# Герб Глухова
Герб Глу́хова — офіційний символ міста  Глухів Сумської області, Україна, затверджений рішенням Глухівською міською радою.

## Опис
Перший герб Глухова зафіксований на глухівській ратушній печатці 1682 року. На ній містилося зображення шляхетського герба «Пелікан» із малюнком пелікана, що годує своєю кров'ю трьох пташенят. В християнській традиції це зображення уособлює євхаристію — Ісуса Христа, що дає свої тіло і кров членам Церкви. Можливо, що глухівський міський герб мав місцеве походження.
Новий герб міста Глухова з'явився 4 липня 1782 року разом з іншими гербами Новгород-Сіверського намісництва. Щит чотирьох дільний, скошений. В першій частині — в лазуровому полі дві золоті булави; в другій — в срібному полі червоне знамено з Державним Російським гербом; в третій — в золотому полі на червоному держалку бунчук; в четвертій — в зеленому полі точений золотий постамент.
Проєкт герба Глухова Б. Кене розроблений 13 квітня 1865 року. В лазуровому щиті навхрест покладені срібні булава та бунчук, на яких в стовб золотий стандарт з російським орлом. У вільній частині герб Чернігівської губернії. Щит увінчаний срібною міською короною з трьома вежками та обрамований двома золотими колосками, оповитими Олександрівською стрічкою.
Герб було змінено та прийнято рішенням VII сесії міської ради 15 березня 1999 року. Автори проєкту: В. Белашов і О. Ковалев. За основу герба взятий знак міста 1782 року. Елементи герба засвідчують роль Глухова в українській історії; місто впродовж 1708-22 і 1727-34 років було гетьманською столицею. «Щит скошений зліва і справа, у верхньому синьому полі дві перехрещені золоті булави, в правому срібному полі червоний прапор, в лівому золотому полі — бунчук з червоним руків'ям, в нижньому зеленому — кругла печатка».

Герб «Пелікан»
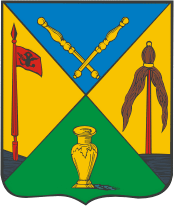
Герб Глухова 1782 року
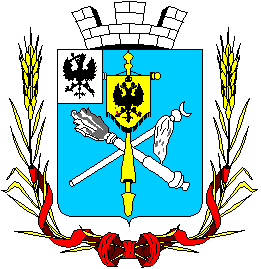
Герб Глухова (Проєкт Б. Кене)
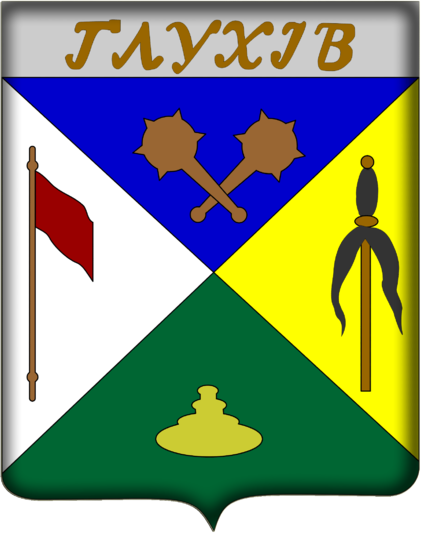
Варіант герба з французьким щитом